# جنگ جانشینی کاستیا
جنگ جانشینی کاستیا جنگی بود که از سال ۱۴۷۴ تا ۱۴۷۹ بر سر جانشینی تاج و تخت کاستیا بین طرفداران خوآنا د تراستامارا، دختر پادشاه فقید انریکه چهارم، پادشاه کاستیا و طرفداران ایزابل یکم، خواهر ناتنی انریکه رخ داد.
جنگ ماهیت بین‌المللی مشخصی داشت، زیرا ایزابل با عموزاده‌اش فرناندوی دوم، وارث بلافصل تاج آراگون ازدواج کرده بود، در حالی که خوآنا پس از پیشنهاد طرفدارانش، از نظر استراتژیک با عموی ناتنی‌اش، پادشاه پرتغال آفونسو پنجم، ازدواج کرد. فرانسه در حمایت از پرتغال مداخله کرد، زیرا آنها رقیب آراگون برای قلمرو در ایتالیا و روسیلون بودند.
با وجود چند موفقیت اولیه توسط حامیان خوآنا، عدم تهاجم نظامی آفونسو پنجم و بن‌بست در نبرد تورو (۱۴۷۶) منجر به از هم پاشیدگی اتحاد جوآنا و به رسمیت شناختن ایزابل در دادگاه مادریگال شد. -سگوویا (آوریل تا اکتبر ۱۴۷۶): "در سال ۱۴۷۶، بلافاصله پس از نبرد بلاتکلیف Peleagonzalo [نزدیک تورو]، فردیناند و ایزابلا نتیجه را به عنوان یک پیروزی بزرگ ستایش کردند و دادگاه‌ها را در مادریگال نامیدند. اعتبار تازه به دست آمده برای پیروزی در شهرداری مورد استفاده قرار گرفت. حمایت متحدانشان…» (ماروین لوننفلد).
جنگ بین کاستیا و پرتغال به تنهایی ادامه یافت. این شامل جنگ دریایی در اقیانوس اطلس بود که اهمیت بیشتری پیدا کرد: مبارزه برای دسترسی دریایی به ثروت گینه (طلا و بردگان). در سال ۱۴۷۸، نیروی دریایی پرتغال، کاستیایی‌ها را در نبرد سرنوشت‌ساز گینه شکست داد.
این جنگ در سال ۱۴۷۹ با پیمان آلکاچواس به پایان رسید که ایزابل و فرناندو را به عنوان حاکمان کاستیا به رسمیت شناخت و به پرتغال هژمونی در اقیانوس اطلس، به استثنای جزایر قناری، اعطا کرد. خوآنا حق خود بر تاج و تخت کاستیا را از دست داد و تا زمان مرگش در پرتغال ماند.
این درگیری را جنگ داخلی دوم کاستیا نیز می‌نامند، اما این نام ممکن است با سایر جنگ‌های داخلی که در قرن ۱۴ و ۱۵ کاستیا را درگیر کرده بود، اشتباه شود. برخی از نویسندگان از آن به عنوان جنگ پرتغال یاد می‌کنند. با این حال، این نام به وضوح نشان دهنده دیدگاه کاستیایی‌ها است و به‌طور ضمنی ادعای خوآنا را رد می‌کند. در مواقع دیگر اصطلاح جنگ شبه‌جزیره به کار رفته‌است، اما به راحتی با جنگ شبه جزیره در سال‌های ۱۸۰۸–۱۸۱۴، که بخشی از جنگ‌های ناپلئونی بود، اشتباه گرفته می‌شود. برخی از نویسندگان عبارت خنثی جنگ ۱۴۷۵–۱۴۷۹ را ترجیح می‌دهند.

## پیش زمینه

### جانشینی تاج کاستیا

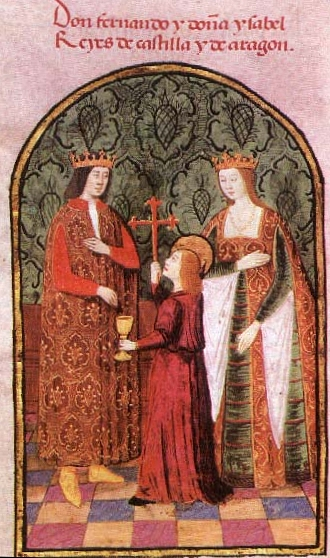
ایزابلا و فرناندوی دوم، پادشاه آراگون

جوانا، متولد ۱۴۶۲، تنها فرزندی بود که از انریکه چهارم پادشاه کاستیا به دنیا آمد و به عنوان وارث تاج و تخت، شاهزاده آستوریاس نامیده شد. شایعه ای منتشر شد مبنی بر اینکه او در واقع دختر پادشاه انریکه نیست، بلکه بلتران د لا کووا، معشوقه ادعایی همسر انریکه، خوان پرتغالی، است؛ بنابراین، خوآنا به عنوان اشاره‌ای تمسخر آمیز به پدر فرضی خود، «لا بلترانجا» ملقب شد. فشار اشراف، پادشاه را مجبور کرد که این عنوان را از او سلب کند و برادر ناتنی خود آلفونسو را به عنوان وارث فرضی در سال ۱۴۶۲ معرفی کند.
در سال ۱۴۶۵، گروهی از اشراف در آویلا گرد هم آمدند و پادشاه انریکه را سرنگون و آلفونسو را جایگزین او کردند. این منجر به جنگی شد که در سال ۱۴۶۸ با مرگ آلفونسوی ۱۴ ساله به پایان رسید.
انریکه چهارم دوباره تاج و تخت را به دست آورد، اما عنوان وارث بین جوانا، دخترش، و ایزابلا، خواهر ناتنی‌اش مورد مناقشه قرار گرفت. این موضوع از طریق معاهده گاوهای گویزاندو حل شد که به ایزابلا حق جانشینی داد اما گزینه‌های ازدواج او را محدود کرد. ایزابلا در سال ۱۴۶۹ و در سن ۱۷ سالگی مخفیانه با فرناندوی دوم، پادشاه آراگون ازدواج کرد و به خواسته‌های برادرش توجهی نکرد.
به تدریج، این زوج تعداد بیشتری از حامیان را به دست آوردند و یک فرمان پاپی را به دست آوردند که ازدواج آنها را از پاپ سیکستوس چهارم در سال ۱۴۷۲ تأیید می‌کرد و در سال ۱۴۷۳ حمایت خانواده قدرتمند مندوزا را به دست آوردند.
هنگامی که انریکه چهارم در دسامبر ۱۴۷۲ درگذشت، هر دو نامزد تاج و تخت، توسط طرفداران خود ملکه کاستیا اعلام شدند. حامیان جوانا با آگاهی از موضع ضعف خود در برابر حامیان ایزابلا، به آفونسوی پنجم پادشاه ۴۳ ساله پرتغال که حدود ۲۰ سال بیوه بود، پیشنهاد دادند که با جوانا، خواهرزاده خود ازدواج کند و تاج و تخت کاستیل را با او به دست گیرد.

### اتحادهای بین‌المللی

اروپای غربی در سال ۱۴۷۰

پادشاهی فرانسه و تاج آراگون یک رقابت طولانی مدت برای کنترل روسیلون و اخیراً برای هژمونی در ایتالیا با همدیگر داشتند. در ژوئن ۱۴۷۴، نیروهای فرانسوی به روسیلون حمله کردند و آراگونی‌ها مجبور به عقب‌نشینی شدند. با توجه به احتمال اینکه وارث تاج و تخت آراگون پادشاه کاستیل نیز شود، لوئی یازدهم، پادشاه فرانسه رسماً در سپتامبر ۱۴۷۵ در کنار جوانا و آفونسو قرار گرفت.
فرانسه همزمان با دوک‌نشین بورگوندی در حال جنگ بود. این امر بورگوندی را به متحدان نظری حامیان ایزابلا تبدیل کرد، اما در عمل، بدون هماهنگی اقدامات آنها با اتحاد ایزابلا، به جنگ خود علیه فرانسه ادامه داد.
پادشاهی انگلستان نیز با پیاده شدن پادشاه ادوارد چهارم در کاله در ژوئن ۱۴۷۵ برای مدت کوتاهی با فرانسه در جنگ بود، اما با یک واکنش سریع دیپلماتیک، لوئی با ادوارد صلح و معاهده پیکوینی را در اوت امضا کرد. ادوارد چهارم در ازای دریافت غرامت اقتصادی قابل توجه، آتش‌بس ۹ ساله را پذیرفت و به انگلستان بازگشت.
پادشاهی ناوار یک جنگ داخلی متناوب را تجربه می‌کرد و پادشاهی مسلمان گرانادا علی‌رغم تلاش‌های پرتغالی‌ها برای کشاندن آن به جنگ، بی‌طرف ماند.

### رقابت بین کاستیا و پرتغال در اقیانوس اطلس

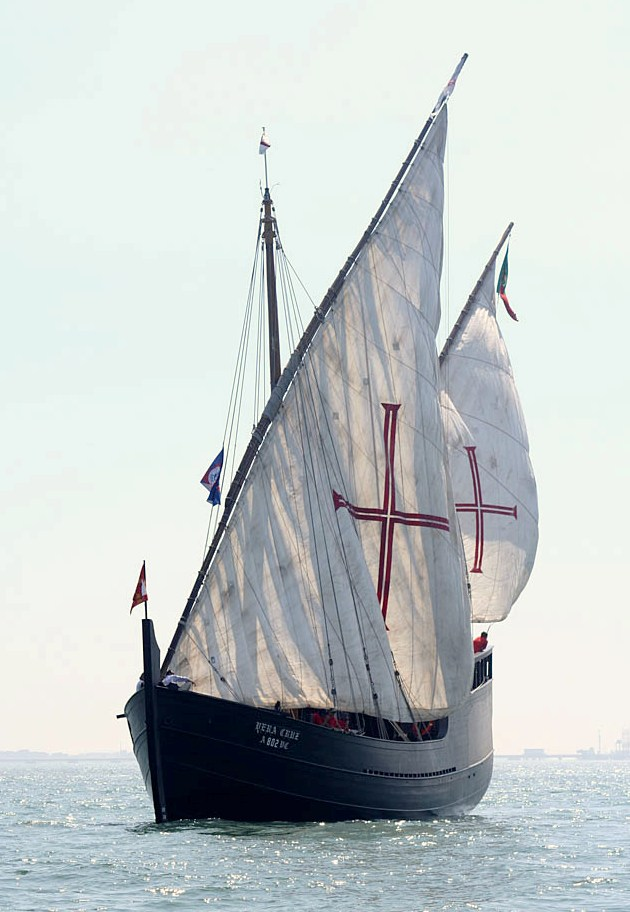
بازسازی مدرن کارول پرتغالی

در طول قرن پانزدهم، بازرگانان، کاشفان و ماهیگیران پرتغال و کاستیل بیشتر به اقیانوس اطلس نفوذ کرده بودند. مالکیت جزایر قناری محل اختلاف بین دو تاج بود. بعداً، کنترل تجارت با سرزمین‌های گینه و المینا، غنی از طلا و بردگان، به مناقشه‌ای از اهمیت بیشتری تبدیل شد.
در طول نیمه اول قرن، کاستیل فتح چند جزایر قناری (لانزاروته، فوئرتونتورا، هیرو، و لاگومرا) را با پیمان‌های فئودالی، ابتدا با شوالیه‌های نورمن و بعداً با اشراف کاستیلی به راه انداخت. پرتغال با قدرت کاستیا در جزایر مخالفت کرد و به اکتشاف گینه ادامه داد و مزایای تجاری قابل توجهی به دست آورد.
در آغاز سال ۱۴۵۲، پاپ نیکلاس پنجم و جانشین او، کالیکستوس سوم، سیاست قبلی بی‌طرفی سریر مقدس را اصلاح و یک سری فرمان پاپی به نفع پرتغال صادر کردند. آنها به پرتغال کنترل تجاری و اختیارات مذهبی فراوانی بر سرتاسر گینه و در مناطق «بیشتر از آن» دادند. سریر مقدس در مورد جزایر قناری که فتح آنها نسبتاً معلق مانده بود داوری نکرد. پادشاه پرتغال سیاست تجاری آزادتری را اتخاذ کرد که به افراد خارجی اجازه داد در سواحل آفریقا در ازای دریافت مالیات تجارت کنند.

در اوت ۱۴۷۵، پس از شروع جنگ، ایزابلا ادعا کرد که بخش‌هایی از آفریقا و گینه به حق متعلق به کاستیا است و بازرگانان کاستیلی را تحریک کرد تا به سمت آنها حرکت کنند. که آغازگر یک جنگ دریایی در اقیانوس اطلس بود.

## معاهده

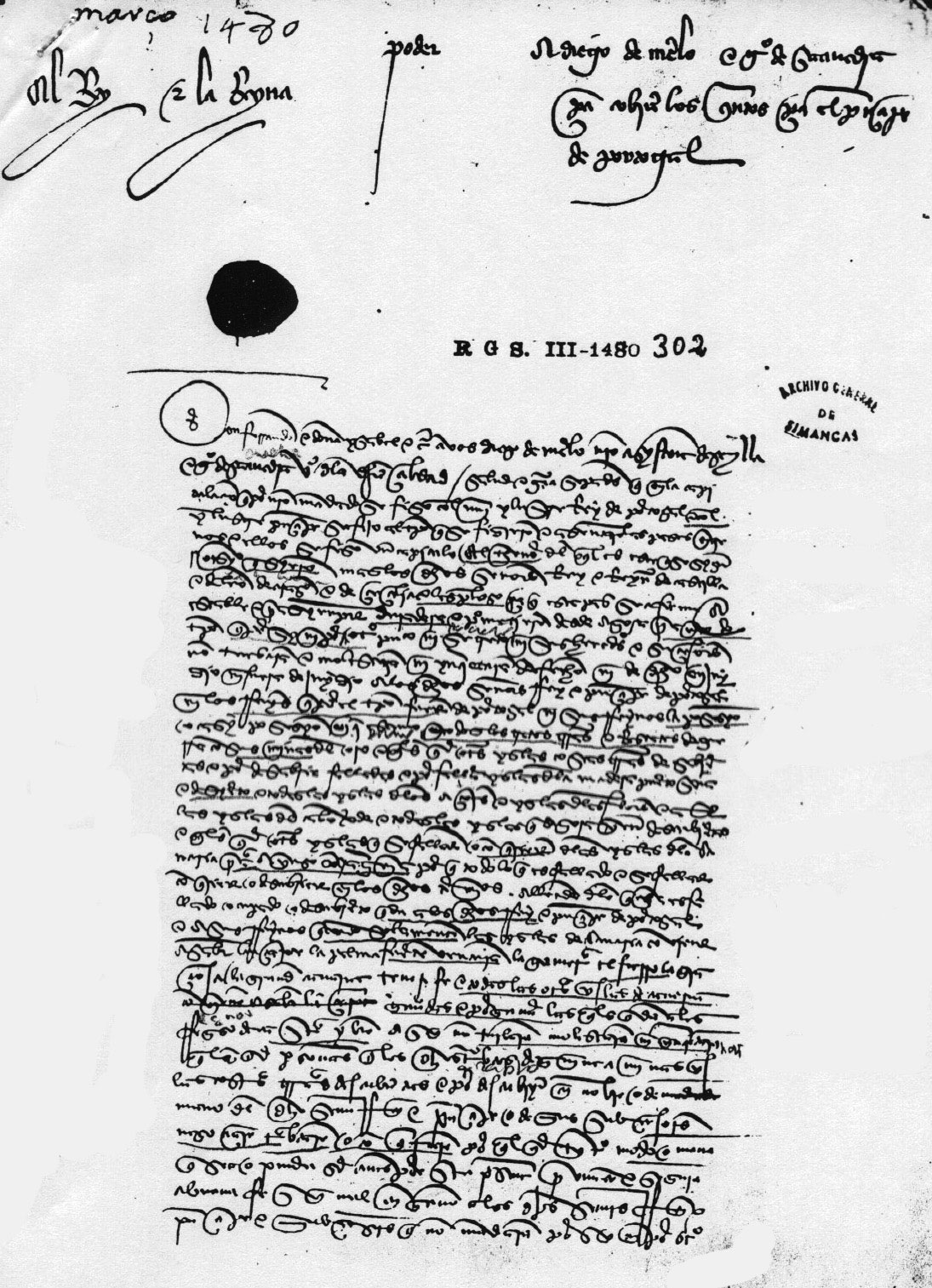
معاهده آلکاچواس

معاهده ای که به جنگ پایان داد در شهر آلکاچواس پرتغال (امروز در ویانا دو آلنتخو) در ۴ سپتامبر ۱۴۷۹ امضا شد. این قرارداد توسط پادشاه پرتغال در ۸ سپتامبر ۱۴۷۹ و توسط پادشاهان کاستیا و آراگون در تولدو در ۶ مارس ۱۴۸۰ تصویب شد. همچنین به عنوان معاهده آلکاچواس-تولدو شناخته می‌شود.
در آن، آفونسو پنجم از ادعاهای خود برای تاج و تخت کاستیا چشم پوشی کرد و در مقابل ایزابلا و فردیناند نیز از هرگونه ادعایی برای تاج و تخت پرتغال چشم پوشی کردند. دو تاج مناطق نفوذ خود را در اقیانوس اطلس تقسیم کردند: پرتغال کنترل بیشتر مناطق را به دست آورد، به استثنای جزایر قناری (جزایر گران کاناریا، لا پالما و تنریف هنوز فتح نشده بودند).
جوآنا لا بلترانجا تمام القاب کاستیلی خود را کنار گذاشت و به او این اختیار داده شد که با وارث ایزابلا و فردیناند، شاهزاده خوآن، ازدواج کند یا در صومعه ساکن شود. جوآنا دومی را انتخاب کرد، اگرچه تا زمان مرگش در سیاست فعال بود.
ایزابلا، شاهزاده آستوریاس (۱۴۷۰–۱۴۹۸)، دختر ایزابلا و فردیناند، با آفونسو، شاهزاده پرتغال، وارث تاج و تخت پرتغال ازدواج کرد. والدین عروس جهیزیه زیادی پرداخت کردند که در عمل نشان دهنده غرامت جنگی بود که پرتغال دریافت می‌کرد.